# Lijst van koningen van Lesotho
Deze pagina is een lijst van koningen van het Zuid-Afrikaanse land Lesotho.

## Koningen van Lesotho (1822-heden)

### Paramount Chiefs van Lesotho (Basutoland) (1822-1965)
| Monarch | Monarch                                  | Regeringsperiode | Regeringsperiode |
| ------- | ---------------------------------------- | ---------------- | ---------------- |
|         | Moshoeshoe I (1786-1870)                 | 1822             | 18 januari 1870  |
|         | Letsie I Moshoesoe (1811-1891)           | 18 januari 1870  | 20 november 1891 |
|         | Lerotholi Letsie (1836-1905)             | 20 november 1891 | 19 augustus 1905 |
|         | Letsie II Lerotholi (1867-1913)          | 21 augustus 1905 | 28 januari 1913  |
|         | Nathaniel Griffith Lerotholi (1870–1939) | 11 april 1913    | juli 1939        |
|         | Simon Seeiso Griffith (1905-1940)        | 3 augustus 1939  | 26 december 1940 |
|         | Gabasane Masopha (1903-1941)             | 26 december 1940 | 28 januari 1941  |
|         | Masntsebo Amelia 'Matsaba (1902–1964)    | 28 januari 1941  | 12 maart 1960    |
|         | Moshoeshoe II (1938-1996)                | 12 maart 1960    | 30 april 1965    |

### Koningen van Lesotho (1965-heden)

Koninklijke vlag van Lesotho (1966-1987)

Koninklijke vlag van Lesotho (1987-2006)

Koninklijke vlag van Lesotho vanaf 2006

| Monarch | Monarch                            | Regeringsperiode | Regeringsperiode |
| ------- | ---------------------------------- | ---------------- | ---------------- |
|         | Moshoeshoe II (1938-1996)          | 30 april 1965    | 10 februari 1970 |
|         | Joseph Leabua Jonathan (1914-1987) | 10 februari 1970 | 5 juni 1970      |
|         | Mamohato (1941-2003)               | 5 juni 1970      | 5 december 1970  |
|         | Moshoeshoe II (1938-1996)          | 5 december 1970  | 12 november 1990 |
|         | Mamohato (1941-2003)               | 10 maart 1990    | 12 november 1990 |
|         | Letsie III (1963)                  | 12 november 1990 | 25 januari 1995  |
|         | Moshoeshoe II (1938-1996)          | 25 januari 1995  | 15 januari 1996  |
|         | Mamohato (1941-2003)               | 15 januari 1996  | 7 februari 1996  |
|         | Letsie III (1963)                  | 7 februari 1996  | heden            |